# Plagiogramma schmidti
Plagiogramma schmidti är en skalbaggsart som först beskrevs av Wenzel och Dybas 1941.  Plagiogramma schmidti ingår i släktet Plagiogramma och familjen stumpbaggar. Inga underarter finns listade i Catalogue of Life.